# فرودگاه سیواس
فرودگاه سیواس (به انگلیسی: Sivas Airport) یک فرودگاه همگانی با کد یاتا VAS است که یک باند فرود آسفالت دارد و طول باند آن ۳۸۱۰ متر است. این فرودگاه در شهر سیواس کشور ترکیه قرار دارد و در ارتفاع ۱۵۹۱ متری از سطح دریا واقع شده است.

## شرکت‌های هواپیمایی و مقصدهای پروازی
These are the airlines and destinations of Sivas Airport:
| شرکت‌های هواپیمایی                  | مقصدهای پروازی           |
| ---------------------------------- | ------------------------ |
| پگاسوس ایرلاینز                    | صبیحه گوکچن، عدنان مندرس |
| ترکیش ایرلاینز                     | آتاترک                   |
| ترکیش ایرلاینز اجرا توسط آنادولوجت | اسن‌بوغا، صبیحه گوکچن     |